# Криси Моран
Криси Моран (енгл. Crissy Moran; Џексонвил, 22. децембар 1975) је хришћанска говорница и бивша америчка порнографска глумица.

## Биографија
Рођена је 22. децембра 1975. у Џексонвилу. Одрасла је уз религиозно васпитање и уверење оца да не треба да има односе до брака. Верује да је била „бунтовна тинејџерка” због развода њених родитеља током њеног детињства.
Почела је да се бави секс индустријом 1999. године, када се јавила на интернет оглас за моделе. У то време је радила у ресторану Hooters у Џексонвилу. Међутим, осетила је да је животна средина постала деградирајућа и почела је да тражи посао негде другде. Напустила је Hooters и почела да ради на разним другим пословима који су укључивали локалну малопродају, окружног судског службеника и канцеларију надзорника избора.
Једног дана, након што је објавила своје фотографије у бикинију на интернету, добила је одговоре путем е-поште који су довели до тога да се бави моделингом у Мајамију и Лос Анђелесу за Playboy и Hustler. Већи финансијски успех је остварила оснивањем сопственог сајта за порнографију на мрежи. Након пресељења у Калифорнију, између 2001. и 2006. играла је у преко педесет порнографских филмова. Неки од њих су Tree Girl #1 2004, Oversold 2008. и Filth to Ashes, Flesh to Dust 2011. Зарађивала је скоро 15.000 долара сваког месеца. 
Године 2006. је постала побожни хришћанин, када је престала да ради у секс индустрији. Од тада улаже напоре да своје фотографије легално уклони са веб локација које су основали њени прошли момци и пословни партнери. Изјавила је да одржава контакт са многим људима који су промовисали њену веб страницу, постојао је форум који су користили да промовишу сајт на којем би објављивали коментаре и рекла им је да скину њену веб страницу али су је блокирали.
Године 2012. се појавила у документарцу After Porn Ends, који је испитивао животе бивших порнографских глумаца. Године 2013. је радила за Treasures, непрофитну организацију 501(c)3 коју је 2003. основала бивша плесачица како би помогла женама да се излече од онога што она назива „сексуалном сломљеношћу”. Маја исте године се удала за свештеника младих. Десет година касније, 1. децембра 2023, је на својој Инстаграм страници објавила да су заједнички поднели захтев за развод.
Од 2020. је представља њена пријатељица и деверуша Емили Хибард. Њих две су се упознале у Лос Анђелесу док су волонтирале у Treasures. 
Након пензионисања, почела је да говори о својим искуствима у порнографији и појављивању у националним медијским пројектима бавећи се оним што она сматра „штетом порнографије”, повезујући филмове за одрасле са трговином људима и експлоатацијом жена и деце. Представљена је у интервјуу 700 Club о свом животу, искуству у секс индустрији и њеним религиозним искуствима. Презентер је на годишњем самиту Националног центра за сексуалну експлоатацију. Данас живи у Тексасу.